# Дуньковичі
Дуньковичі (пол. Duńkowice) — давнє українське село в Польщі, у гміні Радимно, Ярославського повіту, Підкарпатського воєводства. Населення — 964 особи (2011).

## Історія
У 1340—1772 рр. село входило до Перемишльської землі Руське воєводства.
У 1772—1918 рр. село було у складі Австро-Угорської монархії, у провінції Королівство Галичини та Володимирії. У 1881 році село нараховувало 123 будинки і 706 жителів, з них 221 греко-католик, місцева греко-католицька належала до парафії Лази Ярославського деканату Перемишльської єпархії.
У 1919—1939 рр. — у складі Польщі. Село належало до Ярославського повіту Львівського воєводства, ґміна Радимно. На 1 січня 1939-го в селі з 1100 жителів було 340 українців, 740 поляків і 20 євреїв.
З початком Другої світової війни чоловіків села мобілізовано до польської армії. У середині вересня 1939 року німці окупували село, однак уже 26 вересня 1939 року мусіли відступити з правобережжя Сяну, оскільки за пактом Ріббентропа-Молотова воно належало до радянської зони впливу. 27.11.1939 постановою Верховної Ради УРСР село включене до Любачівського повіту. 17 січня 1940 року територія ввійшла до Ляшківського району Львівської області. Нові окупанти також мобілізували чоловіків до Червоної армії. В червні 1941, з початком Радянсько-німецької війни, територія знову була окупована німцями. В липні 1944 року радянські війська оволоділи цією територією і знову мобілізували чоловіків.
У жовтні 1944 року західні райони Львівської області віддані Польщі. Польським військом і бандами цивільних поляків почались пограбування і вбивства, селяни гуртувались в загони УПА і відділи самооборони.
Українське населення було піддане етноциду. Частина українців (83 особи — 20 родин) виселені в СРСР в 1945—1946 рр.
Решта під час Операції Вісла в 1947 р. Військом польським були депортовані на понімецькі землі. В хати виселених українців поселені поляки.
У 1975—1998 роках село належало до Перемишльського воєводства.

## Демографія
Демографічна структура станом на 31 березня 2011 року:
|          | Загалом | Допрацездатний вік | Працездатний вік | Постпрацездатний вік |
| -------- | ------- | ------------------ | ---------------- | -------------------- |
| Чоловіки | 484     | 109                | 321              | 54                   |
| Жінки    | 480     | 110                | 279              | 91                   |
| Разом    | 964     | 219                | 600              | 145                  |

## Церква
У 1910 р. була збудована дерев'яна церква св. Миколая на місці попередньої дерев'яної.